# SN 2003bz
SN 2003bz – supernowa odkryta 8 marca 2003 roku w galaktyce A092234+3004. W momencie odkrycia miała maksymalną jasność 23,80m.